# Metoligotoma tasmanica
Metoligotoma tasmanica is een insectensoort uit de familie Australembiidae, die tot de orde webspinners (Embioptera) behoort. De soort komt voor in Tasmanië (Australië).
Metoligotoma tasmanica is voor het eerst wetenschappelijk beschreven door Davis in 1938.